# Microlophus habelii
Microlophus habelii là một loài thằn lằn trong họ Tropiduridae. Loài này được Steindachner mô tả khoa học đầu tiên năm 1876.